# الكتبية (فلم)
الكتبية هو فيلم درامي إخراج نوفل صاحب سنة 2002.

## القصة
يعمل جميل في مكتبة يملكها طارق بعد سنوات قضاها في فرنسا، وتنشا علاقة إعجاب بينه وبين عيشة، الأرملة التي تكبره بخمسة عشر عامًا، ووالدة طارق الذي يعانى من تمرد وتطلق زوجته الشابة ليلى، التي تتمتع بصوت جميل ومولعة بأغاني اسمهان، وتنتهز فرصة ووعد بمستقبل طيب فتهجر زوجها، الأمر الذي يجبر الأم عيشة على العودة للإقامة مع ابنها متخلية عن حلم الإقامة بالمدينة، فيحدث تقارب بينها وبين جميل، ينتهى بسفرة مرة أخرى.

## طاقم العمل
- أحمد الحفيان
- مارتين قفصي
- هند صبري
- رؤوف بن عمر
- مصطفى العدواني
- صلاح مصدق

## روابط خارجية
- الكتبية على موقع IMDb (الإنجليزية)
- الكتبية على موقع قاعدة بيانات الأفلام العربية
- الكتبية على موقع ألو سيني (الفرنسية)
- الكتبية على موقع أول موفي (الإنجليزية)
- الكتبية على موقع قاعدة بيانات الفيلم (الإنجليزية)
- الكتبية على موقع ليتربوكسد (الإنجليزية)
- الكتبية على موقع كينوبويسك (الروسية)